# Noventa di Piave
Noventa di Piave és un municipi italià, dins de la ciutat metropolitana de Venècia. L'any 2007 tenia 6.514 habitants. Limita amb els municipis de Fossalta di Piave, Salgareda (TV), San Donà di Piave i Zenson di Piave (TV).

## Administració
| Període | Identitat          | Partit         |
| ------- | ------------------ | -------------- |
| 2007-   | Alessandro Nardese | Centreesquerra |